# Gedanoleria
Gedanoleria – wymarły rodzaj muchówek z rodziny błotniszkowatych i podrodziny Heleomyzinae. Obejmuje tylko jeden opisany gatunek, Gedanoleria eocenica. Żył w eocenie na terenie współczesnej Europy.

## Taksonomia
Rodzaj i gatunek typowy opisane zostały po raz pierwszy w 2019 roku przez Andrzeja Józefa Woźnicę na łamach „Polskiego Pisma Entomologicznego”. Opisu dokonano na podstawie pojedynczej inkluzji w bursztynie bałtyckim, pochodzącej z epoki eocenu. Nadana nazwa rodzajowa nawiązuje do Gdańska i pokrewnego rodzaju Leria, zaś epitet gatunkowy oznacza po łacinie „eoceńska”.

## Morfologia
Muchówka o ciele długości około 2,3 mm, ubarwionym głównie ciemnobrązowo, srebrzyście opylonym.
Głowa jej miała duże, nieco owalne oczy złożone, małe i mocno wystające policzki, dobrze wykształcone i umieszczone w dwóch nieregularnych szeregach szczecinki perystomalne, parę mocnych szczecinek przyoczkowych, dwie dobrze wykształcone szczecinki ciemieniowe, skrzyżowane szczecinki pozaprzyoczkowe oraz czułki o trzonku pozbawionym szczecinek, nóżce z pojedynczą, dużą, szczytowo umieszczoną szczecinką przednio-grzbietową, pierwszym członie biczyka dużym i okrągłym, a ariście krótszej od wysokości głowy i owłosionej. Apomorfią w chetotaksji głowy są dwie duże szczecinki orbitalne o jednakowych rozmiarach.
Na chetotaksję tułowia składały się m.in. para dobrze rozwiniętych szczecinek postpronotalnych, dwie pary szczecinek przedskrzydłowych, jedna para szczecinek przedszwowych, jedna para szczecinek nadskrzydłowych, dwie pary szczecinek zaskrzydłowych i para dobrze rozwiniętych szczecinek przedtarczkowych. Na śródpleczu wyrastało siedem par szczecinek śródplecowch, z których pięć lub sześć leżało za szwem, a trzy ostatnie były szczególnie silne. Nieco wydłużona tarczka miała dwie pary szczecinek tarczkowych. Za apomorfię rodzaju uznawane są zdrobniałe, włosowate szczecinki środkowe grzbietu, rozmieszczone w czterech nieregularnych szeregach. Powierzchnia przedpiersia była pozbawiona szczecinek. Epimeryty przedtułowia miały oprócz drobnych szczecinek po jednej dobrze wykształconej szczecince proepimeralnej. Anepisternum było zupełnie nagie, zaś na katepisternum wyrastały szczecinki drobne oraz dwie szczecinki katepisternalne, z których przednia była znacznie mniejsza niż tylna. Skrzydło przednie miało około 2,4 mm długości, około 1 mm szerokości, żółtawobrązowe żyłki podłużne, nieprzyciemnione żyłki poprzeczne i przezroczyste błony. Żyłka kostalna zaopatrzona była w słabo rozwinięte kolce, a żyłka analna osiągała krawędź skrzydła. Przezmianki miały białawe ubarwienie. Smukłe odnóża miały zaopatrzone w jedną szczecinkę przedwierzchołkową, krótkie golenie, człony pierwsze stóp znacznie dłuższe niż drugie, a pazurki znacznie dłuższe od białawych przylg. 
Odwłok samca miał dość małe, zaokrąglone epandrium i długo owłosione przysadki odwłokowe.

## Paleoekologia
Owad ten zamieszkiwał ciepłe i wilgotne, nizinne, paratropikalne lasy deszczowe. Cechowały się one dużym zróżnicowaniem siedlisk, z obszarami gęściej i słabiej zadrzewionymi oraz elementami florystycznymi i faunistycznymi charakterystycznymi dla strefy tropikalnej, subtropikalnej, jak i ciepłej umiarkowanej. Wśród roślin o drzewiastym pokroju występowały tu zarówno iglaste, jak i palmy. Znaczny udział owadów wodnych w inkluzjach wskazuje na obfite występowanie w tym środowisku wód stojących w postaci fitotelm, kałuż, sadzawek, obszarów zalewowych czy jezior o bogatym litoralu. Przynajmniej sezonowo występować musiały wody płynące. Flora i fauna były bardzo zróżnicowane. 98% zidentyfikowanych w inkluzjach organizmów stanowią stawonogi. Opisano ich z bursztynu bałtyckiego ponad 3 tysiące gatunków z ponad 1,5 tysiąca rodzajów. Muchówki z ponad 800 gatunkami są tu najliczniej reprezentowanym rzędem. Oprócz Gedanoleria, spośród błotniszkowatych z bursztynu bałtyckiego znane są: Balticoleria  michaeli, Chaetohelomyza electrica, Electroleria alacris, Heteromyza dubia, Paleoheleomyza kotejai, Protoorbellia hoffeinsorum, Protosuillia media oraz Suillia major.